# Asclepiodoro de Macedonia
Asclepiodoro de Macedonia (en griego antiguo: Ἀσκληπιόδωρος, lit. 'Asclepiodorus'), hijo de Timandro, fue uno de los generales de Alejandro Magno.
Alejandro le nombró sátrapa de Siria el año 331 a C. En el 328 a C., dirigió los refuerzos por Alejandro que salieron desde Siria a Asia Oriental y una vez en Bactriana se vio involucrado en una conspiración dirigida por Hermolao contra el rey, según dice Flavio Arriano. También habla de esta conspiración Quinto Curcio Rufo.
Probablemente es el mismo general al que Antígono I Monóftalmos nombró sátrapa de Persis en el año 317 a C, pero es diferente de un general con el mismo nombre que sirvió a Casandro de Macedonia.